# Olivia Williams (actrice)
Pour les articles homonymes, voir Olivia Williams et Williams.
Olivia Haigh Williams, née le 26 juillet 1968 à Londres, est une actrice britannique.

## Biographie

### Carrière
Olivia Haigh Williams est née le 26 juillet 1968 à Londres, Angleterre, dans le quartier de Camden Town. Elle a une sœur, Sophie Freeman.
Elle obtient un diplôme en littérature anglaise au Newnham College de l'université de Cambridge, avant d'effectuer des études théâtrales. Elle passe trois ans à la Royal Shakespeare Company, où elle a notamment joué dans Richard III.
Elle commence sa carrière à la télévision en 1992 dans Van der Valk et Inspecteur Wexford.
Elle débute au cinéma en 1997 dans Postman de et avec Kevin Costner et Gaston's War de Robbe De Hert. L'année suivante, elle est présente dans Rushmore, le deuxième film de Wes Anderson et un épisode de Friends.
En 1999, elle tourne dans le thriller Sixième Sens réalisé par M. Night Shyamalan.
En 2001, elle joue dans plusieurs films : Le Tombeau, aux côtés d'Antonio Banderas, Chevalier avec Heath Ledger et Paul Bettany, L'Homme d'Elysian Fields et Lucky Break de Peter Cattaneo.
En 2003, elle est présente dans La Mort d'un roi, une nouvelle adaptation cinématographique de Peter Pan réalisé par Paul John Hogan et The Heart of Me.
En 2006, elle incarne le Dr Moira MacTaggart dans le dernier volet de la saga X-Men, intitulé : X-Men : L’Affrontement final.

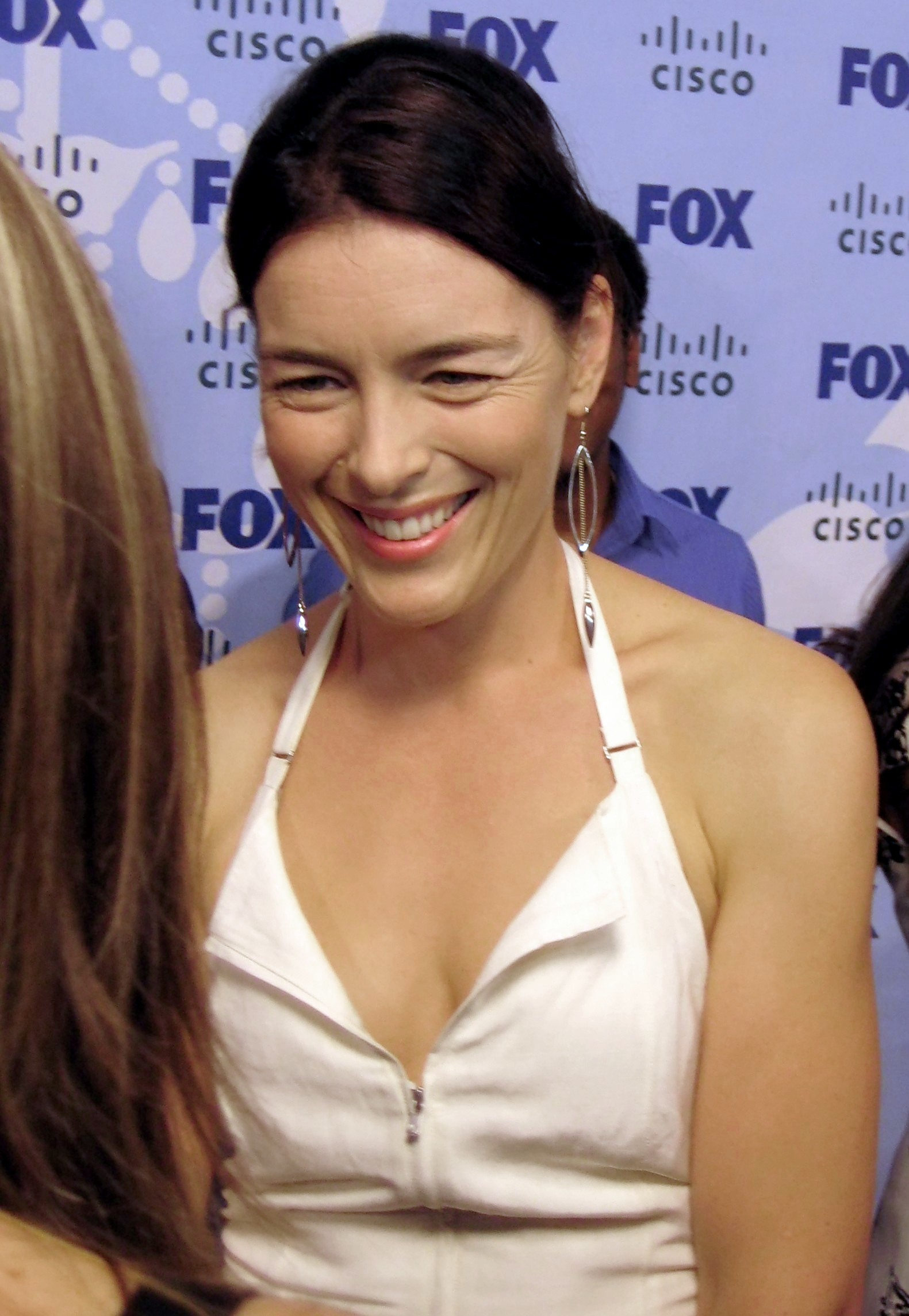
Olivia Williams en 2008.

L'année suivante, elle obtient un rôle dans la série de Joss Whedon, Dollhouse avec Eliza Dushku. La série est annulée après deux saisons en 2009. Cette même année, elle joue dans Une éducation de Lone Scherfig.
En 2011, elle joue dans deux films : Hanna de Joe Wright et Broken Lines de Sallie Aprahamian. À la télévision, elle est présente dans Case Sensitive. L'année d'après, elle retrouve Joe Wright dans Anna Karénine où elle joue la comtesse Vronskaya, la mère de Vronsky, incarné par Aaron Taylor-Johnson, mais également dans les films Week-end royal de Roger Michell, où elle tient le rôle d'Eleanor Roosevelt et dans Now is Good d'Ol Parker avec Dakota Fanning et Jeremy Irvine.
En 2014, elle revient à la télévision dans Manhattan et au cinéma, on peut la voir dans Sabotage de David Ayer, Maps to the Stars de David Cronenberg, Le Septième Fils (où elle joue de nouveau aux côtés de Julianne Moore après Maps to the Stars) de Sergueï Bodrov et Altar de Nick Willing.
En 2017, elle tourne dans les séries The Halcyon et Counterpart (qui s'achève en 2019) et au cinéma dans Confident Royal de Stephen Frears et The White King d'Alex Helfrecht et Jörg Tittel, où il y prête sa voix.
En 2021, elle est à l'affiche du film The Father du français Florian Zeller, avec Anthony Hopkins et elle retrouve Joss Whedon dans la série The Nevers.

### Vie privée
Elle est mariée depuis 2003 à Rhashan Stone. Ils ont deux enfants : Esmé Ruby Stone, née en 2004 et Roxana May Stone, née en 2007.[réf. nécessaire]
En avril 2025, l'actrice annonce être atteinte d'un cancer du pancréas métastasé, diagnostiqué en 2018 après quatre ans d'errance médicale.

## Filmographie

### Cinéma

#### Longs métrages
- 1997 : Postman (The Postman) de Kevin Costner : Abby
- 1997 : Gaston's War de Robbe De Hert : Nicky
- 1998 : Rushmore de Wes Anderson : Rosemary Cross
- 1999 : Sixième Sens (The Sixth Sense) de M. Night Shyamalan : Anna Crowe
- 2000 : Born Romantic de David Kane : Eleanor
- 2000 : Four Dogs Playing Poker (en) de Paul Rachman : Audrey
- 2000 : Dead Babies (en) de William Marsh : Diana
- 2001 : Le Tombeau (The Body) de Jonas McCord : Sharon Golban
- 2001 : Chevalier (A Knight's Tale) de Brian Helgeland : Phillipa Chaucer
- 2001 : L'Homme d'Elysian Fields (The Man from Elysian Fields) de George Hickenlooper : Andrea
- 2001 : Lucky Break de Peter Cattaneo : Annabel Sweep / Lady Hamilton
- 2002 : Abîmes (Below) de David Twohy : Claire Page
- 2002 : The Heart of Me (en) de Thaddeus O'Sullivan : Madeleine
- 2003 : La Mort d'un roi (To Kill a King) de Mike Barker : Lady Anne Fairfax
- 2003 : Peter Pan de Paul John Hogan : Madame Darling
- 2005 : Vaillant, pigeon de combat ! (Valiant) de Gary Chapman : Victoria (voix)
- 2005 : Tara Road de Gillies MacKinnon : Ria
- 2006 : X-Men : L’Affrontement final (X-Men : The Last Stand) de Brett Ratner : Dr Moira MacTaggart
- 2008 : Flashbacks of a Fool de Baillie Walsh : Grace Scott
- 2009 : Une éducation (An Education) de Lone Scherfig : Miss Stubbs
- 2010 : The Ghost Writer de Roman Polanski : Ruth Lang
- 2010 : Sex & Drugs & Rock & Roll (en) de Mat Whitecross : Betty Dury
- 2011 : Hanna de Joe Wright : Rachel
- 2011 : Broken Lines de Sallie Aprahamian : Zoe
- 2012 : Anna Karénine de Joe Wright : Comtesse Vronskaya, mère de Vronsky
- 2012 : Week-end royal (Hyde Park on Hudson) de Roger Michell : Eleanor Roosevelt
- 2012 : Now is Good d'Ol Parker : La mère de Tessa
- 2013 : The Last Days on Mars de Ruairi Robinson : Kim Aldrich
- 2013 : Justin et la Légende des chevaliers (Justin and the Knights of Valour) de Manuel Sicilia : La Reine (voix)
- 2014 : Sabotage de David Ayer : Détective Caroline Brentwood
- 2014 : Maps to the Stars de David Cronenberg : Christina
- 2014 : Le Septième Fils (The Seventh Son) de Sergueï Bodrov : Mam Ward
- 2014 : Altar (en) de Nick Willing : Meg Hamilton
- 2015 : Man Up de Ben Palmer : Hilary
- 2017 : Confident royal (Victoria & Abdul) de Stephen Frears : Jane Spencer
- 2017 : The White King (en) d'Alex Helfrecht et Jörg Tittel : Sophia (voix)
- 2020 : The Father de Florian Zeller : Anne / Catherine
- 2024 : Dîner à l'anglaise (The Trouble with Jessica) de Matt Winn : Beth
- 2024 : Another End de Piero Messina : Juliette
- 2026 : Toy Story 5 d'Andrew Stanton : Lilypad (voix)

#### Courts métrages
- 2005 : Mockingbird de Joe Tunmer : La mère
- 2011 : Eats Shoots and Leaves de Daniel Brierley : Mme Panda (voix)
- 2013 : The Guest de Daniel Montanarini : Marguerite
- 2014 : Magpie de Stephen Fingleton : La femme
- 2015 : Emma, Change the Locks de Julia Jackman : Emma
- 2016 : The Complete Walk : Twelfth Night de Jessica Swale : Olivia
- 2017 : The Escape de Paul J. Franklin : Sarah
- 2019 : A Drop of Ambition d'Emma Attwood et Deli Segal : Penelope (voix)
- 2019 : NYET! - a Brexit UK Border Farce d'Alex Helfrecht et Jörg Tittel : Mme Pyke
- 2020 : The Sands of Time de James Hughes : Eloise (voix)

### Télévision

#### Séries télévisées
- 1992 : Van der Valk : Irene Kortman
- 1992 : Inspecteur Wexford (Ruth Rendell Mysteries) : Jennifer Norris
- 1996 : Beck : Karen Quinn
- 1998 : Friends : Felicity
- 2000 : Jason et les argonautes (Jason and the Argonauts) : Hera
- 2001 : Les allumés (Spaced) : Une cycliste
- 2007 - 2009 : Dollhouse : Adelle DeWitt
- 2010 : Terriers : Miriam Foster
- 2011 - 2012 : Case Sensitive : Charlie Zailer
- 2012 : Playhouse Presents : Dorothy
- 2014 - 2015 : Manhattan : Liza Winter
- 2017 : The Halcyon : Lady Priscilla Hamilton
- 2017 - 2019 : Counterpart : Emily Burton Silk
- 2020 : Homemade : La Reine
- 2021 : The Nevers : Lavinia Bidlow
- 2022 : The Crown : Camilla Parker Bowles
- 2024 : Dune: Prophecy : Tula Harkonnen

#### Téléfilms
- 1996 : Emma de Diarmuid Lawrence : Jane Fairfax
- 2004 : Agatha Christie: A Life in Pictures de Richard Curson Smith : Agatha Christie
- 2006 : Krakatoa : The Last Days de Sam Miller : Johanna Beijerinck
- 2007 : Damage d'Aisling Walsh : Michelle Cahill
- 2008 : Le Choix de Jane (Miss Austen Regrets) de Jeremy Lovering : Jane Austen
- 2014 : Salting the Battlefield de David Hare : Belinda Kaye

## Théâtre
- 1995 : Richard III de William Shakespeare
- 2006 : The Changeling de Thomas Middleton : Beatrice / Joanna

## Voix francophones
En France, Anne Rondeleux est la voix régulière d'Olivia Williams depuis 1999. Julie Dumas l'a également doublée à deux reprises. 
| - Anne Rondeleux dans : - Sixième Sens - Murder Party - L'Homme d'Elysian Fields - Abîmes - Le Choix de Jane (téléfilm) - Une éducation - Dollhouse (série télévisée) - Terriers (série télévisée) - Hanna - Case Sensitive (série télévisée) - Anna Karénine - Confident royal - The Nevers (série télévisée) - Dune: Prophecy (série télévisée) - Julie Dumas dans : - Postman - Le Septième Fils | Et aussi - Nathalie Régnier dans Rushmore - Vanina Pradier dans Le Tombeau - Véronique Desmadryl dans Peter Pan - Ethel Houbiers dans La Mort d'un roi - Claire Guyot dans Vaillant, pigeon de combat ! (voix) - Virginie Ledieu dans X-Men : L'Affrontement final - Charlotte Valandrey (*1968 - 2022) dans The Ghost Writer - Catherine Wilkening dans Week-end royal - Ghislaine Ouvrard dans The Last Days on Mars - Déborah Perret dans Sabotage - Hélène Bizot dans Salting the Battlefield (téléfilm) - Isabelle Gardien dans The Halcyon (série télévisée) - Marine Delterme dans The Father - Marie Giraudon dans The Crown (série télévisée) |

## Distinctions

### Récompenses
- British Independent Film Awards 2003 : meilleure actrice pour The Heart of Me

### Nominations
- Empire Awards 2002 : Meilleure actrice britannique pour Lucky Break
- London Film Critics Circle Awards 2010 : meilleure actrice britannique dans un second rôle pour Une éducation